# Cambrian Archaeological Association
La Cambrian Archaeological Association (gallois : Cymdeithas Hynafiaethau Cymru) a été fondée en 1846 pour examiner, préserver et illustrer les monuments anciens et les vestiges de l'histoire, de la langue, des mœurs, des coutumes, des arts et des industries du Pays de Galles et les Marches galloises et pour sensibiliser le public sur ce sujet. Les activités de l'association comprennent le parrainage de conférences, des visites sur le terrain et des voyages d'études, ainsi que la publication de sa revue Archaeologia Cambrensis et de monographies. Elle offre également des subventions pour soutenir la recherche et les publications